# Novantinoe unidentata
Novantinoe unidentata är en skalbaggsart som först beskrevs av Jean François Villiers 1959.  Novantinoe unidentata ingår i släktet Novantinoe och familjen långhorningar. Inga underarter finns listade i Catalogue of Life.